# La Fère
La Fère är en stad vid Oise, nordväst om Laon.
Som fästning hade La Fère betydelse dels under 1814-15 års och 1870 års krig, då den intogs av preussarna, dels under första världskriget.
1914 bildade La Fère en svagt befäst gördelfästning tillsammans med Laon och Reims en del av franska nordostfrontens befästningssystem. I slutet av augusti vidtog tyska 2:a armen omfattande förberedelser för anfall mot La Fère, som då attacken inleddes 1 september visade sig vara utrymt. Staden besattes av 13:e tyska infanteridivisionen, och 26 artilleripjäser föll i tyskarnas händer. 21-22 augusti 1918 utkämpades vid La Fère och norr därom ett slag, som resulterade i 18:e tyska arméns genombrott mot Montdidier.
La Fère hade 1921 4.689 innevånare.

## Demografi
Antalet invånare i kommunen La Fère
| Referens: INSEE |